# Molekulární destilace
Molekulární destilace (též destilace krátké dráhy) je typ vysokovakuové destilace z klidného povrchu vypařované kapaliny, při níž jsou zachovány takové podmínky, které umožňují nejkratší nerušený přechod odpařených molekul na kondenzační plochu. Hlavní výhodou je šetrnost vůči tepelnému rozpadu destilované látky. Využívá se v různých odvětvích chemie, v chemii anorganické, organické, biochemii či jaderné fyzice.
Historie molekulární destilace sahá až do roku 1921, kdy Johannes Nicolaus Brønsted a George de Hevesy využili poprvé tuto metodu k dělení isotopů rtuti.

## Fyzikální princip
Molekulární destilace probíhá za velmi sníženého tlaku, tedy za snížené koncentrace molekul vzduchu nad odpařovací plochou. Destilovaným molekulám se tedy výrazně prodlouží jejich dráha mezi jednotlivými srážkami s molekulami vzduchu (střední volná dráha molekuly) a proto doje ke zvýšení rychlosti vypařování a tím i destilace. Je bezpodmínečně nutné vhodně zvolit vzdálenost kondenzační a výparné plochy. Optimální vzdálenosti je právě střední volná dráha dané molekuly. Také musí být mezi destilátem a chladičem tepelný spád.
Například rtuť má ve 20 °C velmi nízkou tenzi par, proto by se za normálních podmínek nedala destilovat. Pokud ale snížíme tlak tak, že bude střední volná dráha molekuly větší než vzdálenost odpařovací plochy od kondenzační, rychlost destilace se zvýší.

## Přístroje k molekulové destilaci
Pro tyto typy destilačních přístrojů je typické, že je zde velmi malá vzdálenost mezi hladinou kapaliny a chladičem (maximálně několik centimetrů).
Nejjednodušším zástupcem této skupiny je tzv. přístroj chlazeného prstu. Ten se skládá ze dvou skleněných nádob, z nichž jedna je vložena do druhé. Za vysokého vakua se při tepelné spádu destilované molekuly vypaří a zachytí se na kondenzační ploše (vnějšek vnitřní nádoby). Ta je chlazena kapalným vzduchem nebo suchým ledem. Destilát tedy zůstane v pevném stavu přichycen na dně nádoby a po zahřátí přejde zpět do kapalné fáze.
Dalším typem je Burchův přístroj. Ten se skládá z nádoby s vakuem, ze které je v její nejspodnější části odvod na destilát. Nádoba je chlazena protékající vodou. V ní je vloženo vyhřívané měděné korýtko, ve kterém je destilát. Odpařené molekuly dosáhnou chlazené stěny nádoby, zkondenzují a odtečou do sběrače destilátu.
Modernějšími typy jsou přístroje s odpařovací plochou. Při konstrukci těchto zařízení byla snaha o zvýšení rychlosti destilace a zmenšení doby působení vysokých teplot. Podstatou je tenká vrstva destilované látky přetékající přes topné těleso, která představuje odpařovací plochu. Kapalinový film má tloušťku 0,1–1 mm.
V dnešní době se využívají také rektifikační kolony, které umožňují molekulární destilaci při opakovaném vypařování a zvyšují tak její dělicí schopnost.

## Výhody a nevýhody molekulární destilace
Velkou nevýhodou a také důvodem k pomalému nástupu tohoto typu destilace v průmyslu je značná náročnost na experimentální zařízení, zvláště na vytvoření a udržení tak nízkého tlaku. Další nevýhodou je také nižší dělicí schopnost ve srovnání s rovnovážnou destilací. Tento nedostatek je ale díky novým přístrojům téměř zanedbatelný.
Výhodou je hlavně zabraňování tepelnému rozkladu destilované látky. Při molekulární destilaci je totiž doba, kdy je destilát vystaven vyšším teplotám velmi krátká. Další užitečnou vlastností je také destilace látek s vyšší molekulovou hmotností. Zatímco klasická destilace za atmosférického tlaku umožňuje destilaci látek maximálně do 400 D, molekulární destilace může destilovat i látky několikanásobně větší. Také umožňuje destilovat i za velmi nízkých tlaků. Při normální destilaci dochází při snížení tlaku k poklesu destilační rychlosti vlivem snížení hustoty par. Rovnovážná destilace je tedy limitována minimálním tlakem asi 13 kPa. Při molekulární destilaci lze dosáhnout velkých rychlostí i za nižšího tlaku.

## Užití
Molekulární destilace se dnes uplatňuje v celém oboru chemie. V anorganické chemii se využívá hlavně v metalurgii při destilaci kovů nebo při dělení izotopů rtuti. V analytické chemii se využívá různé těkavosti kapalných kovů ve vysokém vakuu k jejich dělení. Je možné tak například stanovit zlato ve směsi platinových kovů. V organické chemii se molekulární destilace využívá ke zpracování produktů ropy. Využití v biochemii spočívá ve zpracování triacylglycerolů a mastných kyselin. Lze tak například získat čistou frakci triacylglycerolů, ale bez antioxidantů, které působí jako přirozené stabilizátory tuků.